# Joseph von Weichs
Joseph Werner von Weichs (geboren ca. 1770 in Bilderlahe oder Hildesheim; gestorben 16. Juni 1826 in Lechenich) war ein preußischer Landrat des Kreises Lechenich.

## Leben
Der aus dem westfälischen Zweig eines alten bayerischen Turniergeschlechts stammende katholische Freiherr Joseph von Weichs war der Sohn des gleichnamigen Vaters und einer namentlich nicht bekannten Mutter. Nach seiner Sterbeurkunde des Jahres 1826 aus Hildesheim kommend und dort rechnerisch um 1760 geboren, stammte er basierend auf der Quellenauswertung der einschlägigen Akten durch Horst Romeyk aus Bilderlahe unweit Seesen am nordwestlichen Harzrand. Zunächst Kammerherr beim Herzog von York heiratete er am 5. Mai 1802 in Schwerin Bernardine Freiin von Lützow (gestorben vor Mai 1804), die Tochter des Oberhofmarschalls Ignatz von Lützow(-Goldenbow) und dessen Ehefrau Bernhardine von Kurtzrock-Wellingsbüttel und nach deren frühem Tod am 17. April 1804 deren Schwester Maria Theresia Walburgis Freiin von Lützow (geboren ca. 1779 in Schwein; gestorben 18. Januar 1864 in Königswinter). Zwischenzeitlich war er 1803 zum preußischen Landrat im Hildesheimischen ernannt worden und anschließend zum Unterpräfekten in Helmstedt. Im Zuge der Befreiungskriege avancierte er in kurzer Folge im März 1814 zum Kreisdirektor in Hasselt, am 15. September 1814 zum Oberempfänger in Aachen und darauf in gleicher Stellung bei der General-Liquidations-Kommission daselbst.
Mit seiner Ernennung zum kommissarischen Landrat im neugebildeten Kreis Lechenich im April 1816 trat Joseph von Weichs seine letzte Dienststellung an. Die Amtsübernahme folgte erst am 22. Januar 1818, seine definitive Ernennung mit Allgemeiner Kabinettsorder vom 6. Juli 1819. Von Weichs starb im Dienst. Sein Nachfolger Friedrich Wilhelm Bilefeldt forcierte die Verlegung des Landratsamtes von Lechenich nach Euskirchen, woraufhin der Kreis Lechenich auch ebenso umbenannt wurde.